# Tampa Open 1993
Il Tampa Open 1993 è stato un torneo di tennis giocato sulla terra rossa. È stata la 6ª edizione del torneo, che fa parte della categoria World Series nell'ambito dell'ATP Tour 1993. Si è giocato ad Tampa negli Stati Uniti dal 3 al 9 maggio 1993.

## Campioni

### Singolare maschile
Jaime Yzaga ha battuto in finale  Richard Fromberg con il punteggio di 6–4 6–2

### Doppio maschile
Todd Martin /  Derrick Rostagno hanno battuto in finale  Kelly Jones /  Jared Palmer con il punteggio di 6–3, 6–4